# 伽利略崖
70°46′S 68°45′W / 70.767°S 68.750°W
伽利略崖（英語：Galileo Cliffs）是南極洲的懸崖，位於亞歷山大一世島東部的格羅托冰川和木星冰川之間，處於阿布萊申角以西13公里，全長9公里，根據美國探險隊的空中照片被繪入地圖。